# Église Saint-Hubert de Pars-lès-Chavanges
L'église Saint-Hubert est une église située à Pars-lès-Chavanges, en France.

## Description
Son mobilier est composé de : 
- Vierge à l'Enfant[2] en bois du XVIe siècle,
- Vitrail de la Crucifixion[3] en bois du XVIe siècle;

Une partie se trouve au musée de Brienne :
- Saint Hubert en statue équestre[4] en bois polychrome du XVIe siècle,
- Une statuette-reliquaire de saint Hubert[5] en cuivre et cuivre argenté du XVIe siècle.

## Localisation
L'église est située sur la commune de Pars-lès-Chavanges, dans le département français de l'Aube.

## Historique
Cette église était de la paroisse qui relevait de Troyes par le doyenné de Margerie, elle était à la collation de l'évêque. L'église date des XIIe  et  XVIIIe siècles. Formée sur une base rectangulaire, elle a une abside semi-circulaire. Elle a été prolongée par une nef en bois au XVIIe siècle.
L'une des églises à pans de bois du pays du Der, l'édifice est inscrit au titre des monuments historiques en 1988.